# Carol al IX-lea al Suediei
Carol al IX-lea al Suediei suedeză Karl IX (n. 4 octombrie 1550, Tre Kronor Castle⁠(d), Comitatul Stockholm, Suedia – d. 30 octombrie 1611, Comuna Nyköping, Nyköpings län, Suedia) a fost rege al Suediei din 1604 până la moartea sa. A fost fiul cel mic al regelui Gustav I al Suediei și al celei de-a doua soții, Margaret Leijonhufvud, fratele regilor Eric al XIV-lea și Ioan al III-lea, unchiul regelui Sigismund al III-lea Vasa.
Conform testamentului tatălui său, el a primit, cu titlu de apanaj, Ducatul  de Södermanland, care a inclus provinciile Närke și Värmland, însă nu a intrat în posesia lor efectivă decât după căderea lui Eric și după succesiunea lui Ioan la tron, în 1568.
El a preluat tronul prin apărarea cauzei protestanților în timpul perioadelor tensionate și a conflictelor religioase între sectele concurente ale creștinismului. Aceste conflicte cauzaseră deja cearta dinastică.
Domnia sa a marcat începutul capitolului final, atât pentru Reformă cât și pentru Contra-reformă. Odată cu moartea fratelui său în noiembrie 1592, tronul Suediei a fost acordat nepotului său și aliatului Habsburg, Sigismund al Poloniei și Suediei. În timpul politicilor tensionate care au predominat, Carol a văzut moștenirea tronului protestant suedez care era deținut de nepotul său care era un romano-catolic devotat, ducând la mulți ani de controverse religioase și discordie. 
În această perioadă, el și Consiliul privat suedez au guvernat în numele lui Sigismund, în timp ce acesta a rămas în Polonia. După mai multe preliminarii, Stander Riksens l-a forțat pe Sigismund să abdice în favoarea lui Carol, în 1595. Războiul care dura de decenii între cele două linii ale casei de împărați Vasa a continuat și a fost nevoie să se refacă uniunea dintre tronurile Poloniei și Suediei, ducând la alte războaie dinastice.
În cele din urmă, Riksdag la Linköping a declarat pe 24 februarie 1604, că Sigismund a abdicat de la tronul suedez și că ducele Carol este recunoscut ca suveran. El a fost declarat rege sub numele de Carol al IX-lea. Domnia scurtă a lui Carol a fost una cu lupte continue. Ostilitatea poloneză și destrămarea Rusiei l-au implicat în lupte pentru posesia regiunilor Livonia și Ingria, în Războiul polono-suedez (1600 - 1611) și Războiul Ingrian, în timp ce pretențiile sale asupra regiunii Lappland au dus la un alt război cu Danemarca, în ultimul an al domniei sale.
1. ↑  Czech National Authority Database, accesat în 1 martie 2022